# Nicholas Kepros
Nicholas Kepros (Salt Lake City, 8 novembre 1932 – New York City, 26 gennaio 2023) è stato un attore statunitense, noto soprattutto per la sua interpretazione dell'arcivescovo Hieronymus von Colloredo nel film vincitore del premio Oscar 1985 Amadeus di Miloš Forman.

## Biografia
Ebbe la sua maggior consacrazione nel film del 1984 Amadeus dove interpretò il ruolo dell'arcivescovo Hieronymus von Colloredo, primo datore di lavoro di Mozart, recitando accanto ad attori del calibro di Tom Hulce e F. Murray Abraham. Interpretò successivamente anche altri ruoli per fiction televisive e pellicole cinematografiche tra cui Grace Quigley nel 1984 affiancando Sherman Howard, Apology nel 1986 con Peter Weller e John Glover ed Il siciliano con Andreas Katsulas. 
Nel 1986 ottenne un ruolo nella miniserie televisiva George Washington II: The Forging of a Nation a fianco di Daniel Davis, mentre fu protagonista in Spenser: For Hire recitando accanto a Avery Brooks.
Tornò alla ribalta nel 1991 rivestendo i panni del generale Movar in Star Trek: The Next Generation negli episodi "Redemption" e "Redemption II". Nel 1996 fu nel cast di Funny Money - Come fare i soldi senza lavorare.
È morto il 26 gennaio 2023 a New York City per complicazioni sopraggiunte dopo un infarto.

## Filmografia

### Cinema
- Agenzia omicidi, regia di Anthony Harvey (1984)
- Amadeus (Amadeus), regia di Miloš Forman (1984)
- Il siciliano (The sicilian), regia di Michael Cimino (1987)
- Quiz Show, regia di Robert Redford (1994)
- Funny Money - Come fare i soldi senza lavorare, regia di Donald Petrie (1996)
- Hit and Runway (1999)
- Carlito's Way - Scalata al potere, regia di Michael Bregman (2005)

### Televisione
- George Washington II: The Forging of a Nation (1986) - film TV
- Starting from Scratch (1989) - serie TV
- Star Trek: The Next Generation  (1991) - serie TV
- Cuori senza età (1991) - serie TV
- E giustizia per tutti (1991) - serie TV
- Witness to the Mob (1998) - film TV
- Ed (2002) - serie TV

## Doppiatori italiani
Nelle versioni in italiano delle opere in cui ha recitato, Nicholas Kepros è stato doppiato da:
- Gianni Marzocchi in Agenzia omicidi
- Sandro Tuminelli in Amadeus
- Nino Scardina in Il siciliano
- Nino Prester in Star Trek: The Next Generation
- Renato Cortesi in Amadeus (ridoppiaggio)